# 煕明親王
煕明親王（ひろあきらしんのう、? - 貞和4年/正平3年1月8日（1348年2月7日））は鎌倉幕府第8代征夷大将軍久明親王の皇子。後深草天皇の皇孫。品位は三品、役職は兵部卿。

## 背景と生涯
当時、持明院統と大覚寺統で皇統が分かれていた。さらに、その持明院の中でも分かれており、久明親王の兄の煕仁親王が伏見天皇として践祚し、そのまま皇統が続いていたので、新宮家を作ることもなかった。また、征夷大将軍の職は久明親王の第1王子の守邦親王が継いだので、その職につくこともなく、そのまま生涯を終えようとしていたが、五辻宮守良親王が嘉暦2年（1327年）に継嗣を煕明親王に譲ったため、2代五辻宮となった。しかし、五辻宮は煕明親王の代で断絶した。

## 系譜
後嵯峨天皇 - 後深草天皇 - 久明親王 - 煕明親王